# Janez Erazem Engleshaus
Janez Erazem Engelshaus, kranjski plemič, * 1662, † 1715.
Engelshaus je bil lastnik gradov Sonnegg in Iški Turn na Igu. Rojen je bil v družini Franca Krištofa Engelshausa in Sidonije Felicite, rojene baronice Čečkar. Poročen je bil z Renato Leopoldino Lamberg. Janez Erazem je bil član plemiške bratovščine sv. Dizme v Ljubljani, kjer je bil znan pod nadimkom Večni. Financiral je obnovo gradu Sonnegg, o čemer priča vzidana spominska plošča.